# فهرست نرم‌افزارهای شبیه‌سازی کامپیوتری
در زیر فهرستی از نرم افزارهای شبیه‌سازی کامپیوتری قابل توجه آورده شده است.

## آزاد یا متن‌باز
- کتابخانه شبیه‌سازی پیشرفته - نرم‌افزار شبیه‌سازی چندفیزیک سخت‌افزاری متن‌باز.
- ASCEND - محیط مدلسازی مبتنی بر معادلات متن‌باز.
- Cantera - پکیج سینتیک شیمیایی.
- Celestia - یک برنامه نجوم سه بعدی.
- CP2K - برنامه دینامیک مولکولی متن‌باز ab-initio.
- DWSIM - یک شبیه ساز فرآیند شیمیایی متن‌باز سازگار با CAPE-OPEN.
- EFDC Explorer - متن‌باز برای پردازش کد دینامیک سیالات محیطی (EFDC).
- Elmer - یک نرم افزار شبیه سازی چندفیزیکی متن‌باز برای Windows/Mac/Linux.
- فاکس - یک کتابخانه شبیه‌سازی رویداد گسسته آزاد و متن‌باز.
- FlightGear - شبیه‌ساز پرواز اتمسفری و مداری آزاد و متن‌باز با موتور دینامیک پرواز (JSBSim) که در معیار 2015 ناسا [۱] برای قضاوت در مورد کدهای شبیه‌سازی جدید با استانداردهای صنعت فضایی استفاده می‌شود.
- FreeFem++ - نرم افزار آزاد و متن‌باز، تجزیه و تحلیل المان محدود چندفیزیکی (FEA).
- Freemat - یک محیط آزاد برای مهندسی سریع، نمونه سازی علمی و پردازش داده ها با استفاده از زبانی مشابه MATLAB و GNU Octave.
- Gekko - نرم افزار شبیه سازی در پایتون با یادگیری ماشین و بهینه سازی
- GNU Octave - یک نرم‌افزار مدل‌سازی و شبیه‌سازی ریاضی متن‌باز است که بسیار شبیه به استفاده از همان زبان متلب و فریمت است.
- HASH - نرم افزار شبیه سازی چند عامله هسته باز و مدیر بسته .
- JModelica.org یک پلتفرم نرم افزاری آزاد و متن‌باز است که بر اساس زبان مدل سازی مدلیکا ساخته شده است.
- NEST - نرم افزار متن‌باز برای مدل های شبکه عصبی spiking .
- NetLogo - یک نرم افزار شبیه سازی چند عاملی متن‌باز.
- ns-3 - شبیه ساز شبکه متن‌باز.
- OpenFOAM - نرم افزار متن‌باز مورد استفاده برای دینامیک سیالات محاسباتی (یا CFD).
- OpenModelica - یک محیط مدل سازی متن‌باز مبتنی بر Modelica استاندارد باز برای نرم افزار مدل سازی.
- فیزیک متن‌باز - یک پروژه نرم افزاری متن‌باز جاوا برای آموزش و مطالعه فیزیک.
- OpenSim - یک سیستم نرم افزار متن‌باز برای مدل سازی بیومکانیکی.
- Physics Abstraction Layer - یک بسته شبیه سازی فیزیک متن‌باز.
- Project Chrono - یک چارچوب شبیه‌سازی چند فیزیک متن‌باز.
- Repast - مدل‌سازی و شبیه‌سازی مبتنی بر عامل با نسخه‌هایی برای ایستگاه‌های کاری فردی و خوشه‌های کامپیوتری با کارایی بالا.
- SageMath - سیستمی برای آزمایش جبر و هندسه از طریق پایتون .
- Scilab - نرم افزار متن‌باز آزاد برای محاسبات عددی و شبیه سازی مشابه MATLAB/Simulink.
- Simantics System Dynamics - برای مدل‌سازی و شبیه‌سازی مدل‌های سلسله مراتبی بزرگ با متغیرهای چند بعدی که به روش سنتی با نمودارهای سهام و جریان و نمودارهای حلقه علّی ایجاد می‌شوند، استفاده می‌شود.
- SimPy - یک بسته شبیه‌سازی رویداد گسسته متن‌باز مبتنی بر پایتون .
- شبیه سازی حرکت شهری - یک بسته شبیه سازی ترافیک متن‌باز.
- SOFA - یک چارچوب متن‌باز برای شبیه سازی چند فیزیک با تاکید بر شبیه سازی پزشکی.
- کد SU2 - یک چارچوب متن‌باز برای شبیه سازی دینامیک سیالات محاسباتی و طراحی شکل بهینه.
- مرحله - یک موتور شبیه سازی فیزیک دو بعدی متن‌باز (KDE).
- Tortuga - یک چارچوب نرم افزار متن‌باز برای شبیه سازی رویدادهای گسسته در جاوا.
- UrbanSim – نرم افزار متن‌باز برای شبیه سازی کاربری زمین، حمل و نقل و برنامه ریزی زیست محیطی.
- Comsol multi physics نرم افزاری بسیار قدرتمند است برای شبیه سازی در علوم پایه و مهندسی مخصوصا انواع گرایشهای فیزیک وبرق و شیمی